# واهاگن دردریان
واهاگن دردریان (ارمنی: Վահագն Տատրյան؛ انگلیسی: Vahakn Dadrian؛ زاده ۲۶ مه ۱۹۲۶ - درگذشت ۲ اوت ۲۰۱۹) یک تاریخ‌نگار و استاد جامعه‌شناسی ارمنی‌تبار اهل ایالات متحده آمریکا بود که کارشناس برجسته در زمینه نسل‌کشی ارمنی‌ها بود.

## زندگی‌نامه
وی در ابتدا در رشته ریاضیات در دانشگاه هومبولت برلین تحصیل نمود. سپس رشته تحصیلی خویش را تغییر داد و در دانشگاه وین در رشته فلسفه و در دانشگاه زوریخ در رشته حقوق بین‌الملل تحصیل نمود. دردریان مدرک پی‌اچ‌دی خویش در رشته جامعه‌شناسی از دانشگاه شیکاگو کسب نمود (۱۹۵۴–۱۹۵۰).
درجه دکتری به خاطر پژوهش در زمینه تحقیقات نسل‌کشی ارمنی‌ها توسط فرهنگستان ملی علوم ارمنستان به وی اعطا شد. دیرتر در سال ۱۹۹۸ به عضویت این فرهنگستان درآمد. مدال موسس خورناتسی (۱۹۹۸)، عالی‌ترین جایزه فرهنگی جمهوری ارمنستان توسط رئیس‌جمهور ارمنستان به وی اعطا شد.